# Anghel Dumbrăveanu
Anghel Dumbrăveanu (n. 21 noiembrie 1933, Dobroteasa, județul Olt - d. 12 mai 2013) a fost un poet, prozator și traducător român, aparținând generației anilor '60.

## Biografie
După absolvirea Școlii Pedagogice (1949–1953), urmează cursurile Facultății de Filologie a Universității din Timișoara (1962–1968). Între anii 1953 și 1990 funcționează ca redactor, apoi ca secretar general de redacție și redactor-șef adjunct al revistei Scrisul bănățean, devenită Orizont. În prezent este redactor-șef al revistei Rostirea românească. Este căsătorit cu profesoara și poeta Alina Dumbrăveanu. Cei doi au împreună o fiică – profesoara, poeta și traducătoarea Violeta Dumbrăveanu.

## Opera
A scris și publicat peste 50 de volume de beletristică. Teritoriul poetic al lui Anghel Dumbrăveanu s-a conturat de-a lungul a patru decenii în volumele: 
- Fluviile visează oceanul (București, 1961),
- Pământul și fructele (1964),
- Iluminările mării (1967),
- Oase de corăbii (1968),
- Fața străină a nopții (1971),
- Singurătatea amiezii (Timișoara, 1973),
- Diligența de seară (1978),
- Tematica umbrei (1982),
- Curtea retorilor (București, 1989),
- Capcane și visuri (București, 1992)
- Predica focului (Cluj-Napoca, 1993),
- Diamantul de întuneric (1997),
- O ireală bucurie de-a aștepta (1999),
- Begoniile de la mansardă (Timișoara, 2002).

Este prezent în:
- Streiflicht – Eine Auswahl zeitgenössischer rumänischer Lyrik (81 rumänische Autoren), - "Lumina piezișă", antologie bilingvă cuprinzând 81 de autori români în traducerea lui Christian W. Schenk, Dionysos Verlag 1994, ISBN 3-9803871-1-9

## Premii și distincții
- Ordinul Meritul Cultural clasa a V-a (1971) „pentru merite deosebite în opera de construire a socialismului, cu prilejul aniversării a 50 de ani de la constituirea Partidului Comunist Român”[4]

* Premiul Uniunii Scriitorilor din România (1973),
- Premiul Uniunii Scriitorilor din România (1982),
- Marele Premiu al Festivalului Internațional „Nichita Stănescu“ (1986),
- Premiul Internațional de Poezie „Rozeta de la Bela Voda“ la Krușevăț-Iugoslavia (1998)[necesită citare]